# Pháo đài Poznań

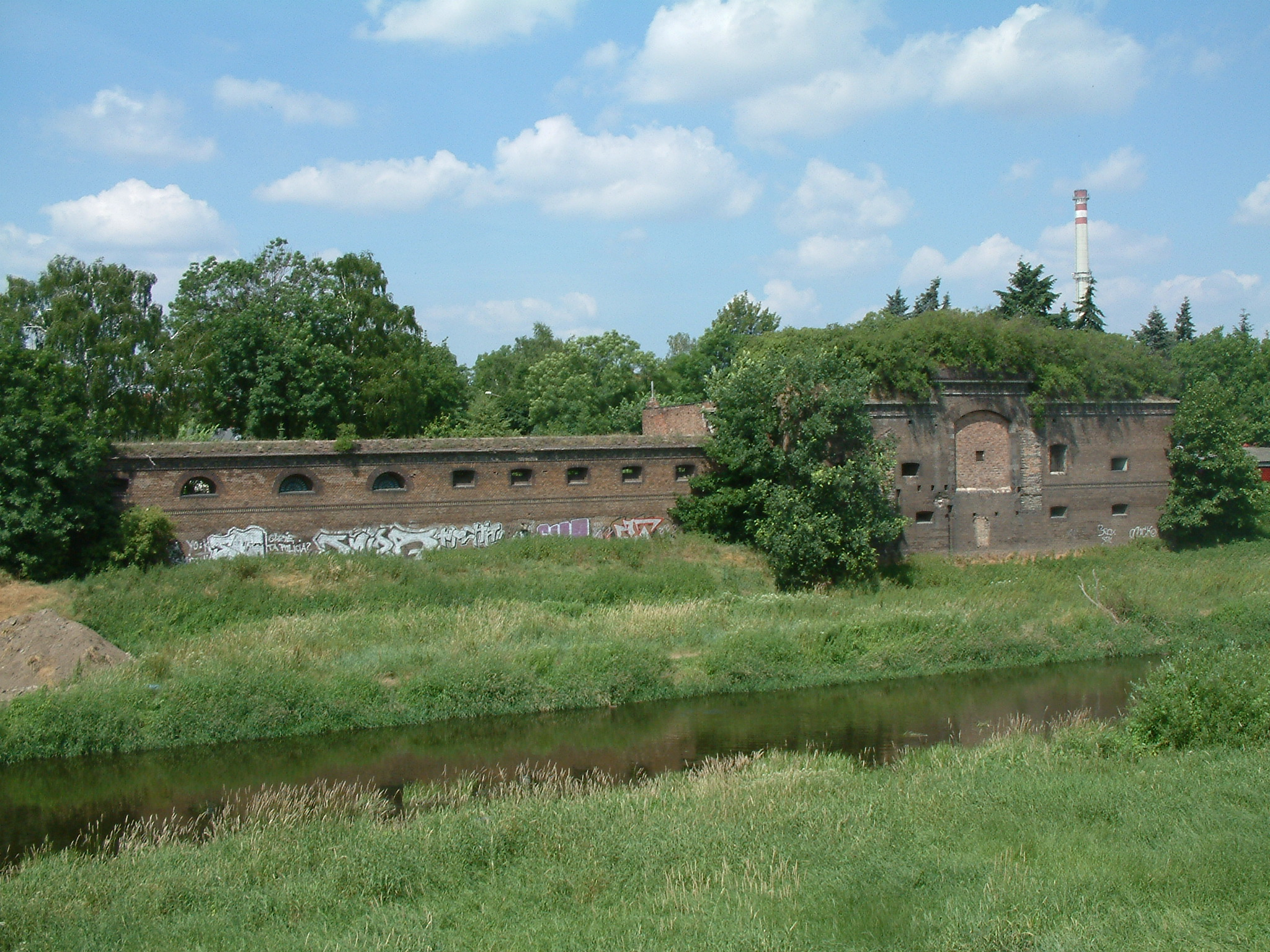
Phần còn lại của nhà thờ Lock (Dom Schleuse), một phần của vòng phòng thủ bên trong ban đầu

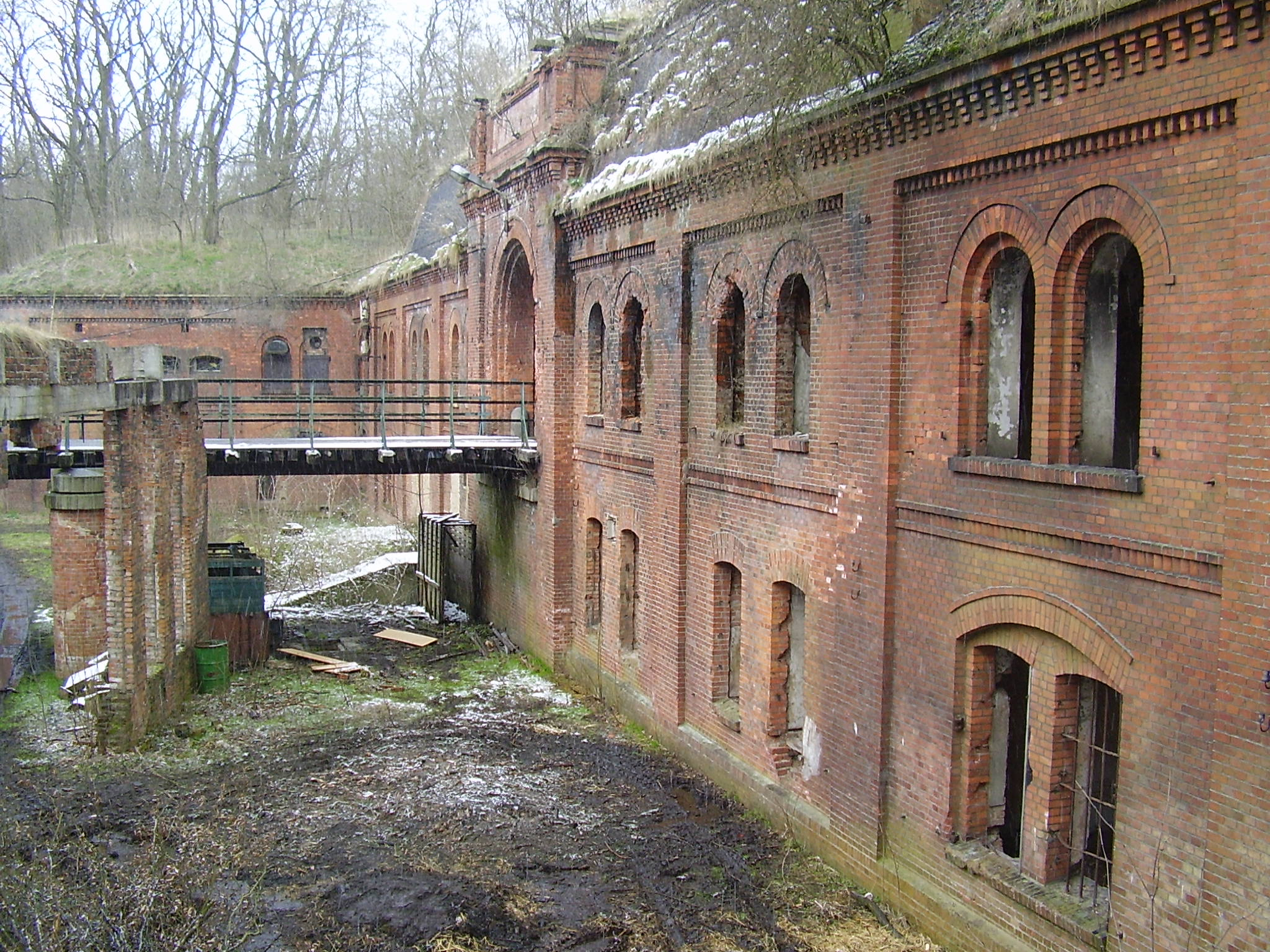
Pháo đài III, một trong những pháo đài bên ngoài được xây dựng vào cuối thế kỷ 19

Pháo đài Poznań, tiếng Đức gọi là Festung Posen (tiếng Ba Lan: Twierdza Poznań) là một tập hợp các công sự ở thành phố Poznań (tiếng Đức: Posen) ở phía tây Ba Lan, được xây dựng dưới sự cai trị của Phổ trong thế kỷ 19 và đầu thế kỷ 20. Nó đại diện cho hệ thống lớn thứ ba của loại hình này ở châu Âu.
Tập hợp các công sự đầu tiên là một vòng phòng thủ chặt chẽ quanh trung tâm Poznań, bao gồm cả tòa thành chính gọi là Pháo đài Winiary (nay là công viên Cytadela). Việc xây dựng các công sự này được bắt đầu vào năm 1828. Sau đó, bắt đầu vào năm 1876, một vòng phòng thủ bên ngoài đã được xây dựng xung quanh thành phố, bao gồm chủ yếu là một loạt "pháo đài". Phần lớn chúng vẫn còn tồn tại cho đến ngày nay.
Thuật ngữ Festung Posen cũng được sử dụng bởi quân chiếm đóng Đức Quốc xã trong cuộc tiến công của Hồng quân trong giai đoạn kết thúc Chiến tranh thế giới thứ hai, để chỉ địa vị của Poznań là một trong những "thành trì" được bảo vệ bằng mọi giá. Vào Trận Poznań (năm 1945), pháo đài Winiary là điểm cố thủ cuối cùng.

## Cổng

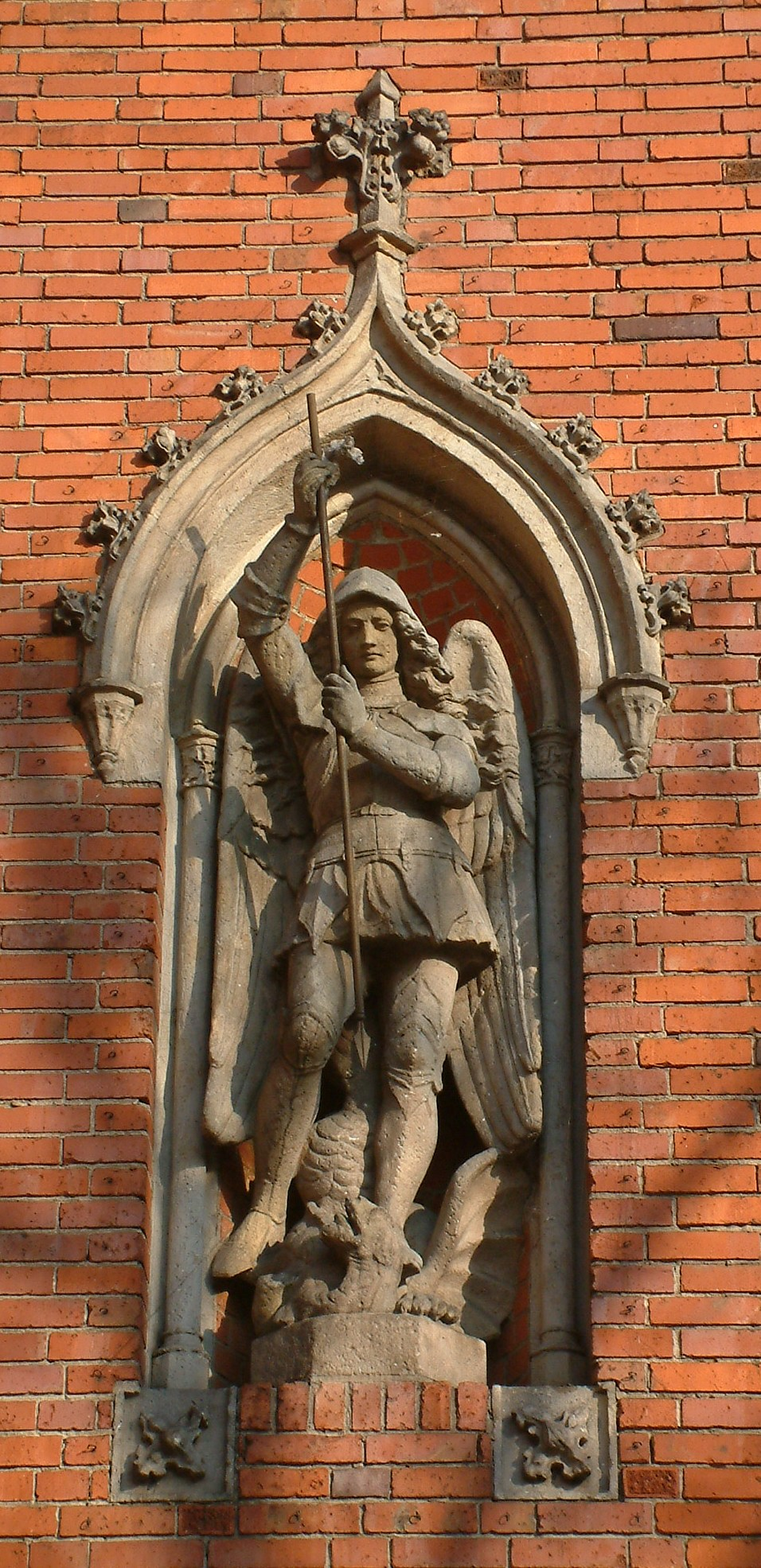
Hình của Tổng lãnh thiên thần Michael của Ludwig Stürmer, 1855, từ cựu Eichwald Thor (vào năm 1098, nó được chuyển đến một tòa nhà trường học ngày nay ở Słowackiego)

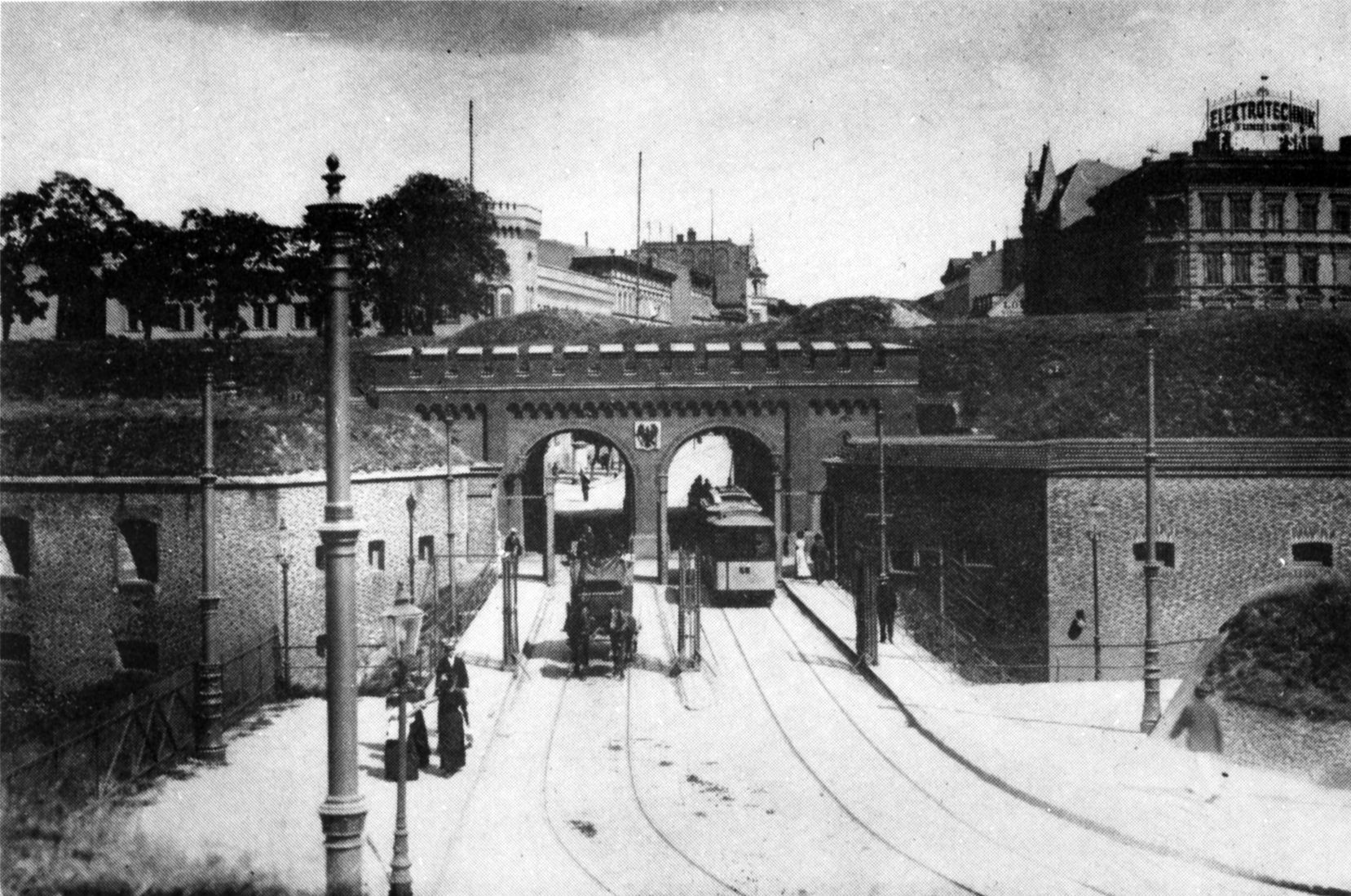
Cổng Berlin - 1890

Các cánh cổng phải được xây dựng để cho phép ra vào khu vực được bao quanh bởi các công sự. Bốn cổng sau, ở phần phía bắc của công sự, được xây dựng vào những năm 1830.

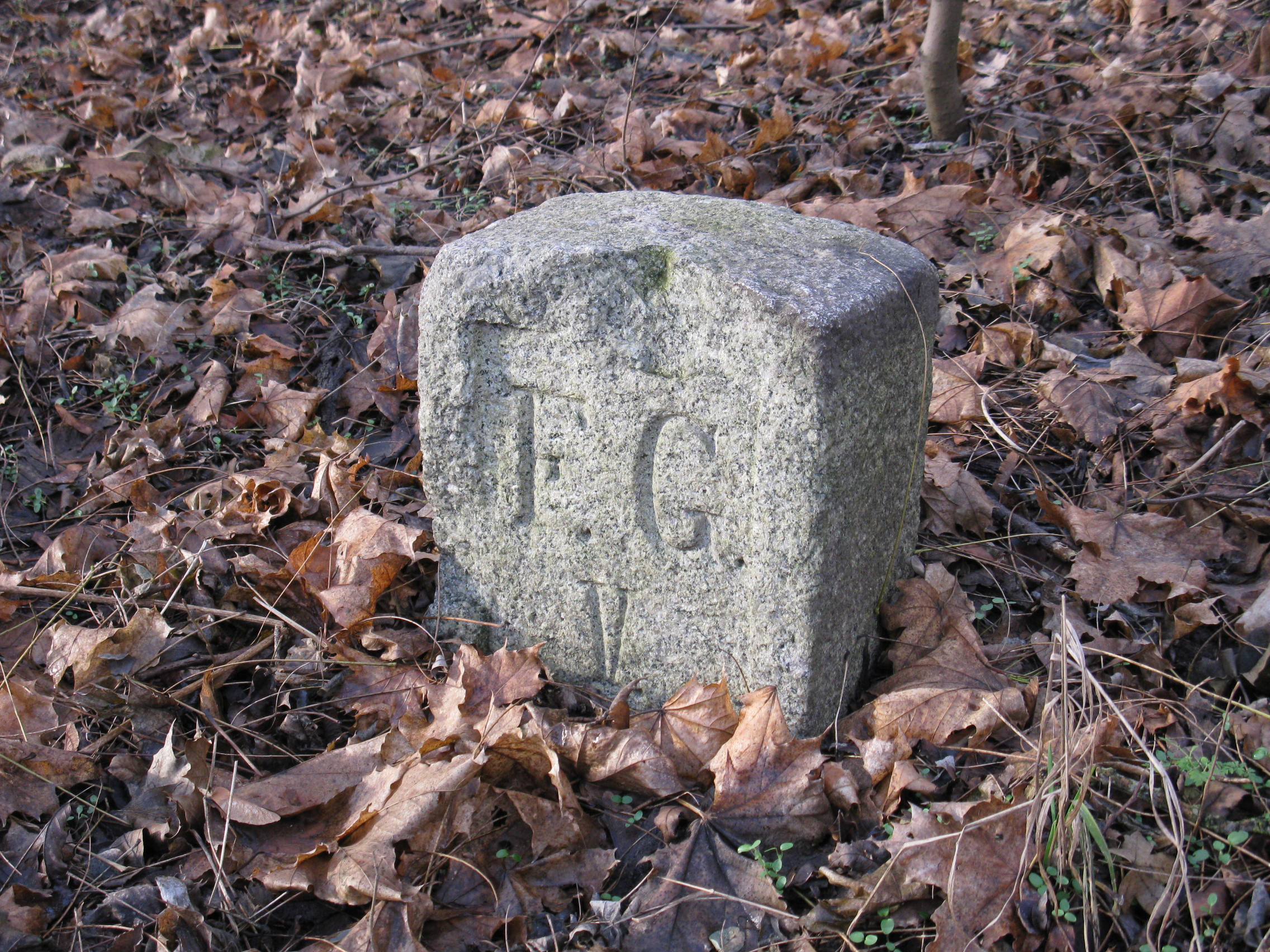
Ranh giới của Pháo đài IVa

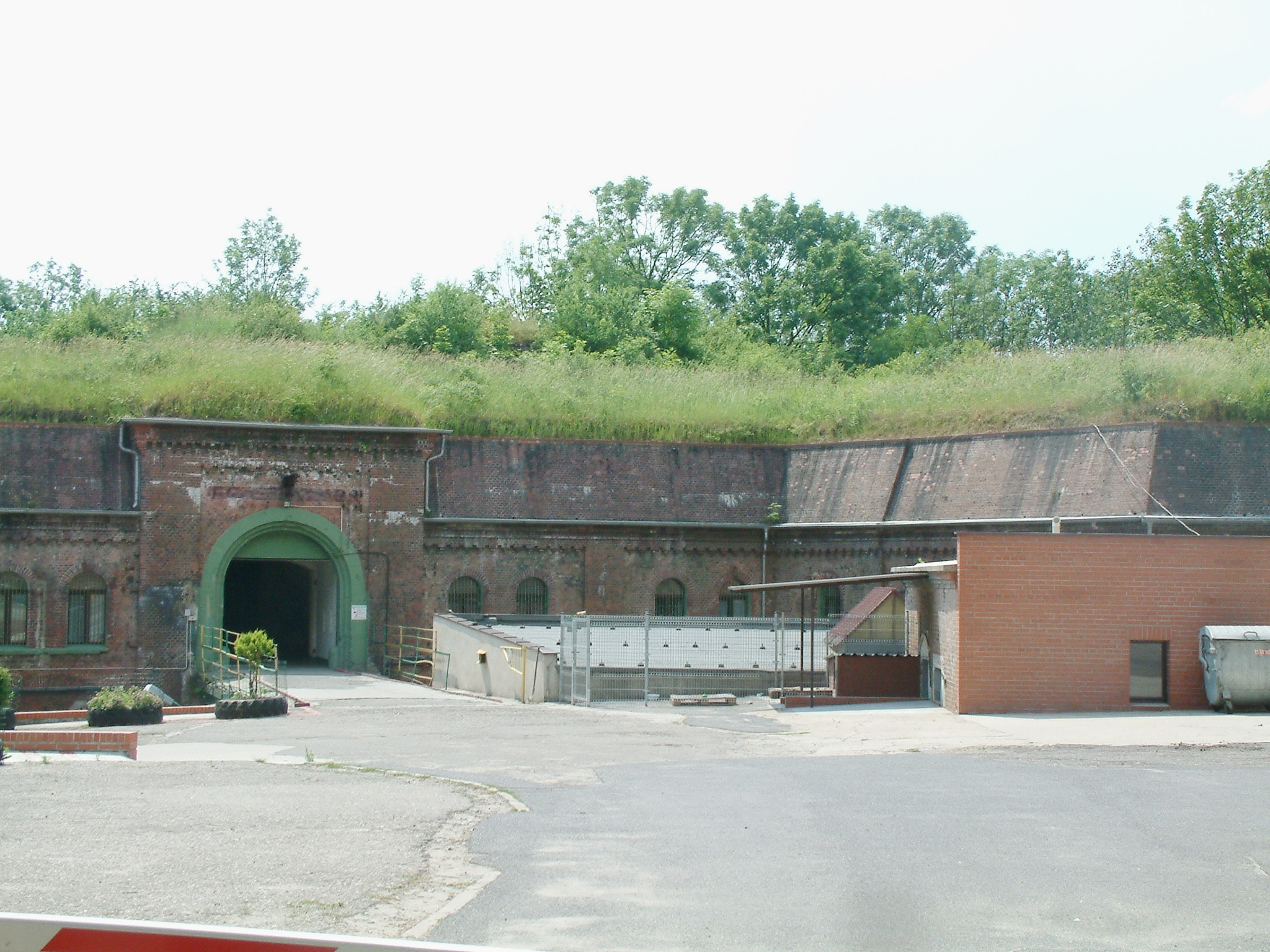
Pháo đài I ở Starołęka

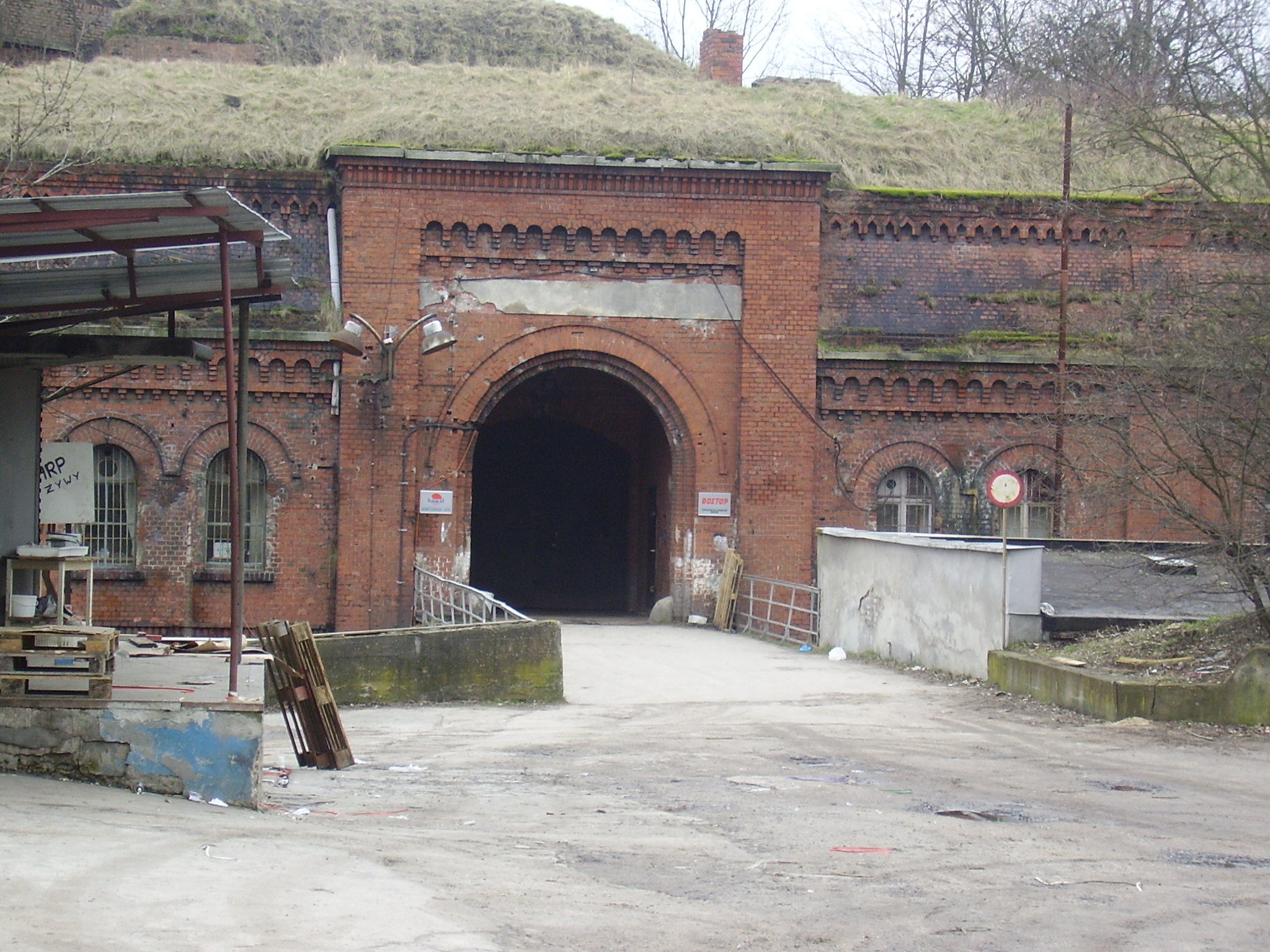
Pháo đài II ở Żegrze (Rataje)

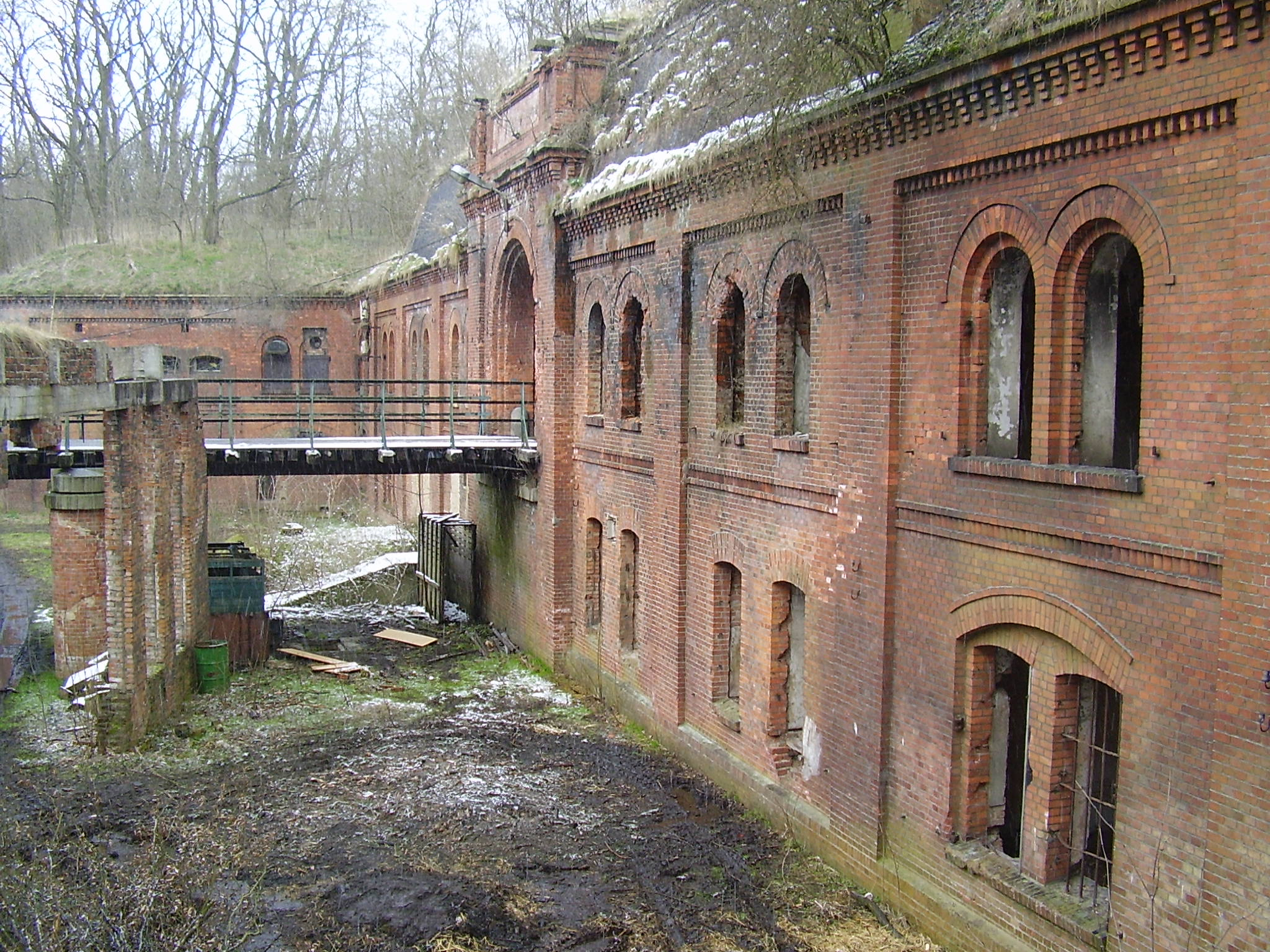
Pháo đài III trên trang web của sở thú ở Nowe Miasto

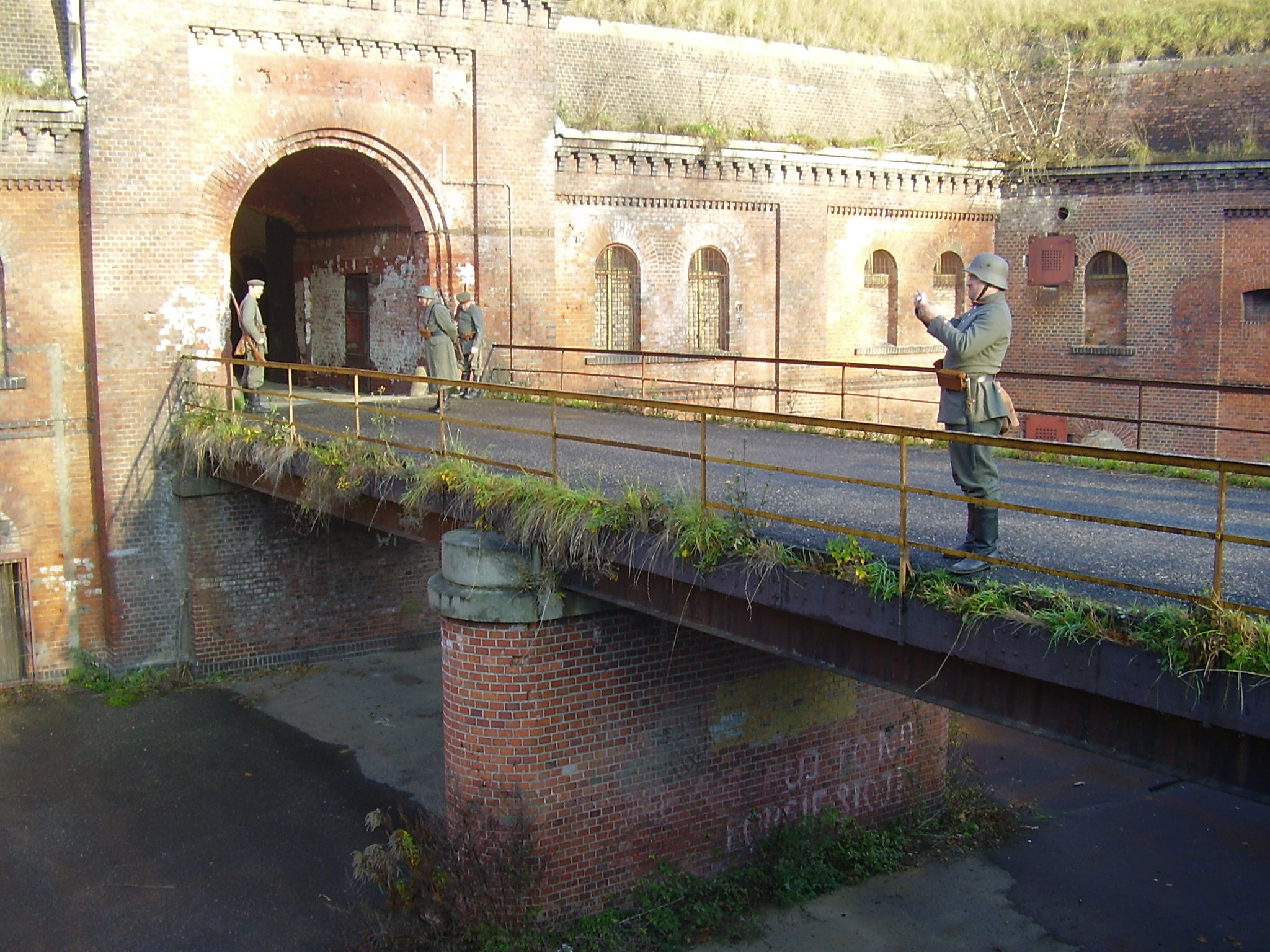
Pháo đài VI ở Jeżyce

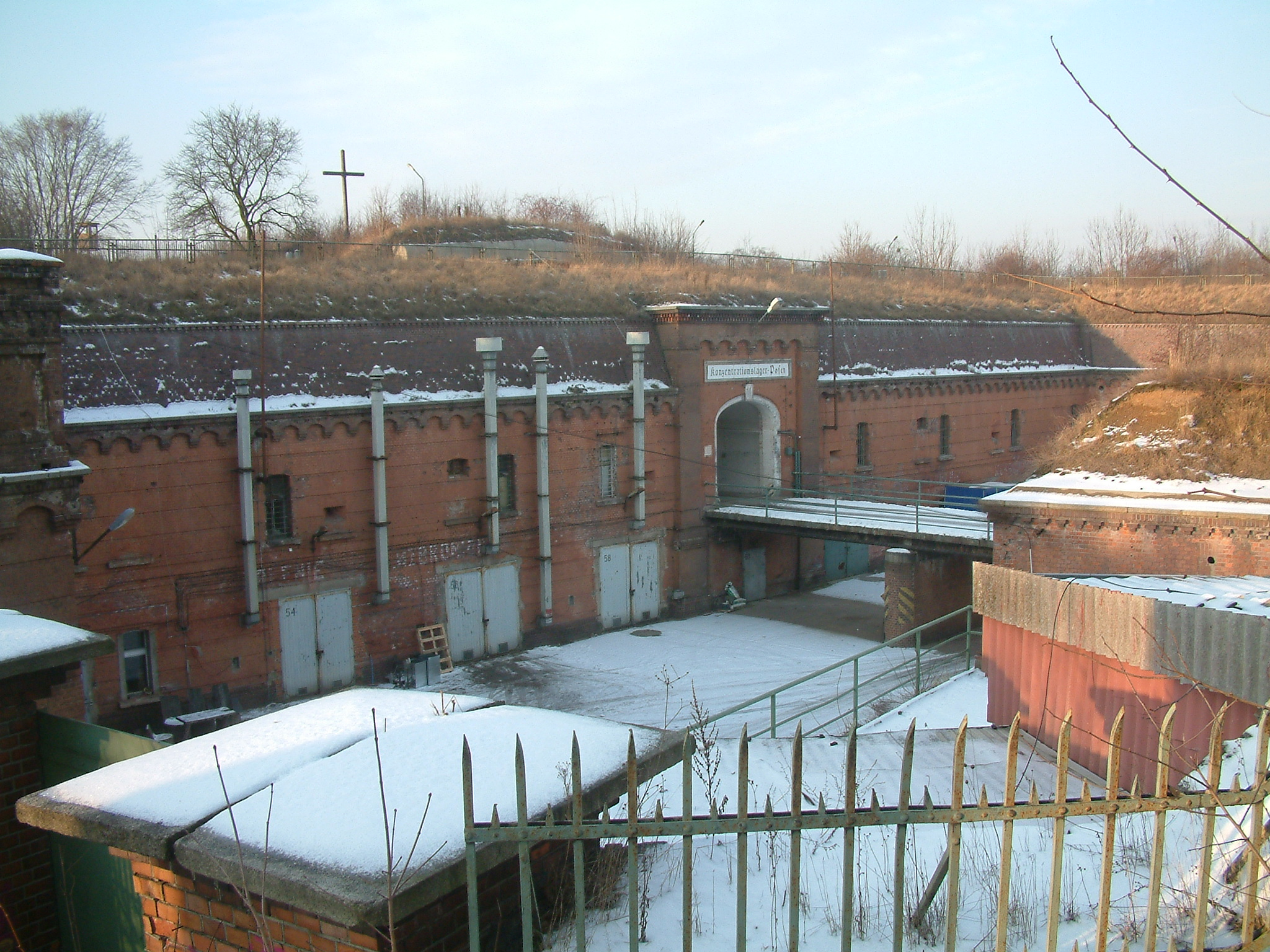
Pháo đài VII ở Ogrody

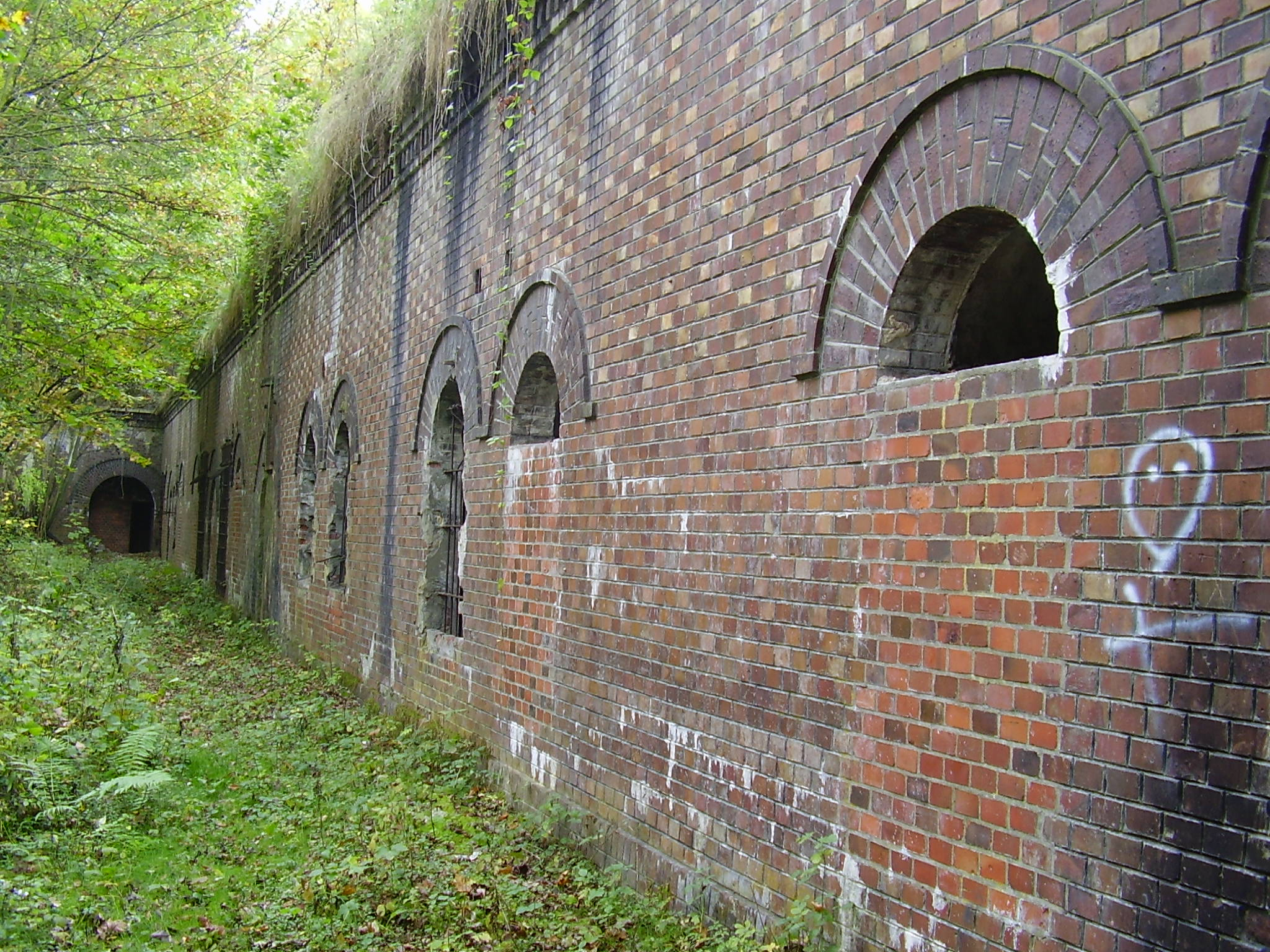
Pháo đài Ia (doanh trại)

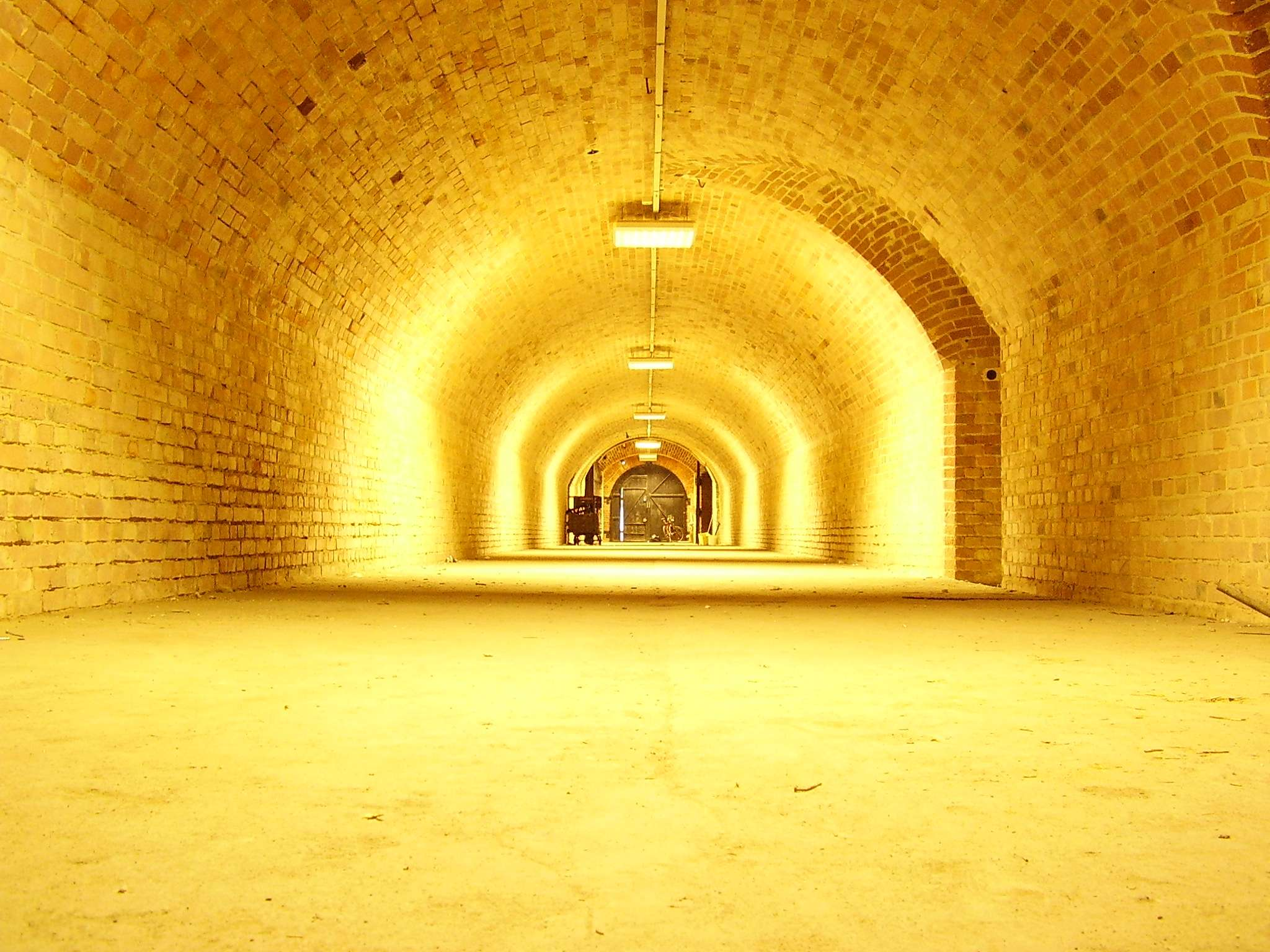
Pháo đài IIa

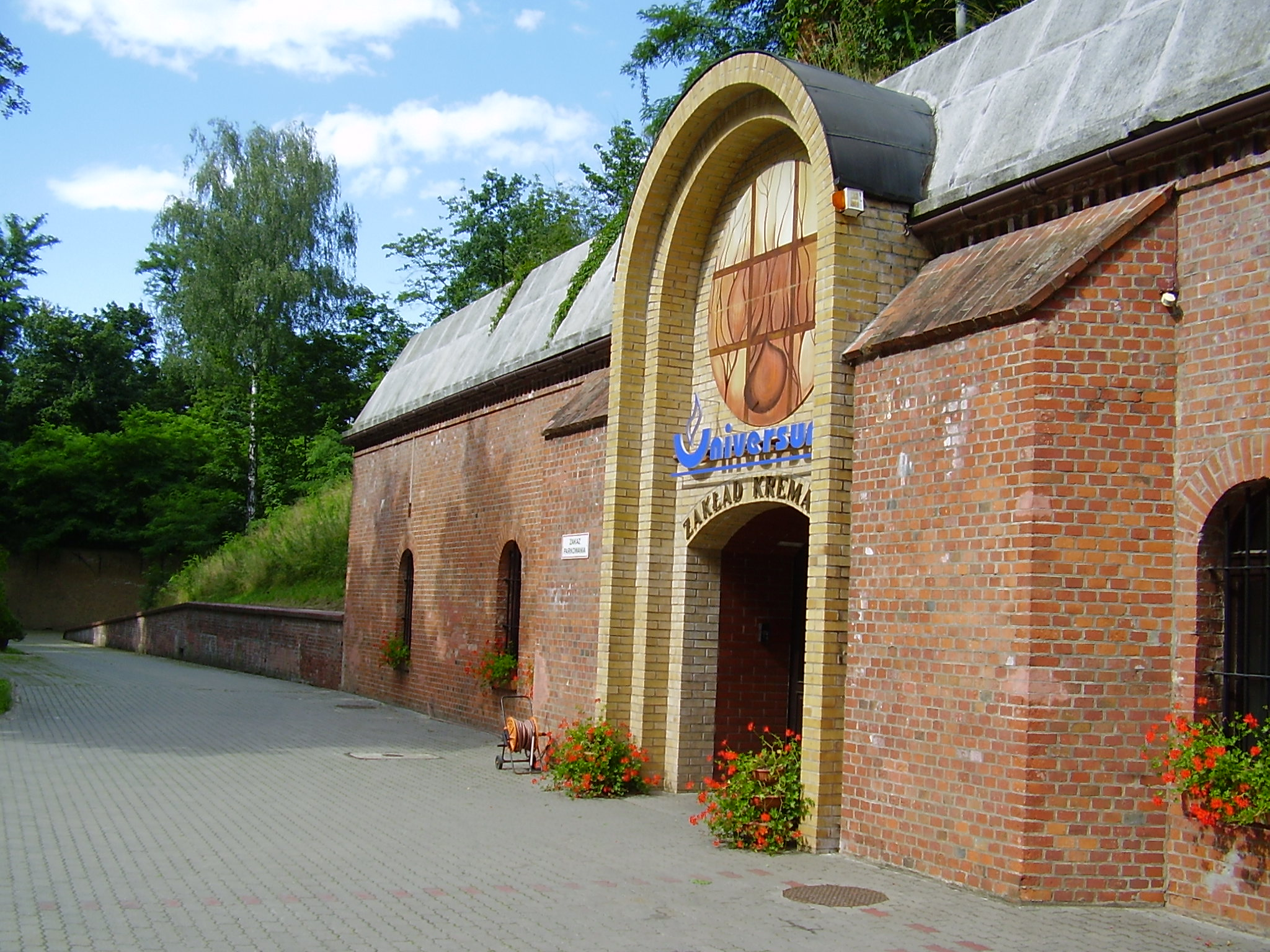
Pháo đài IIIa (nay là một nhà hỏa táng)

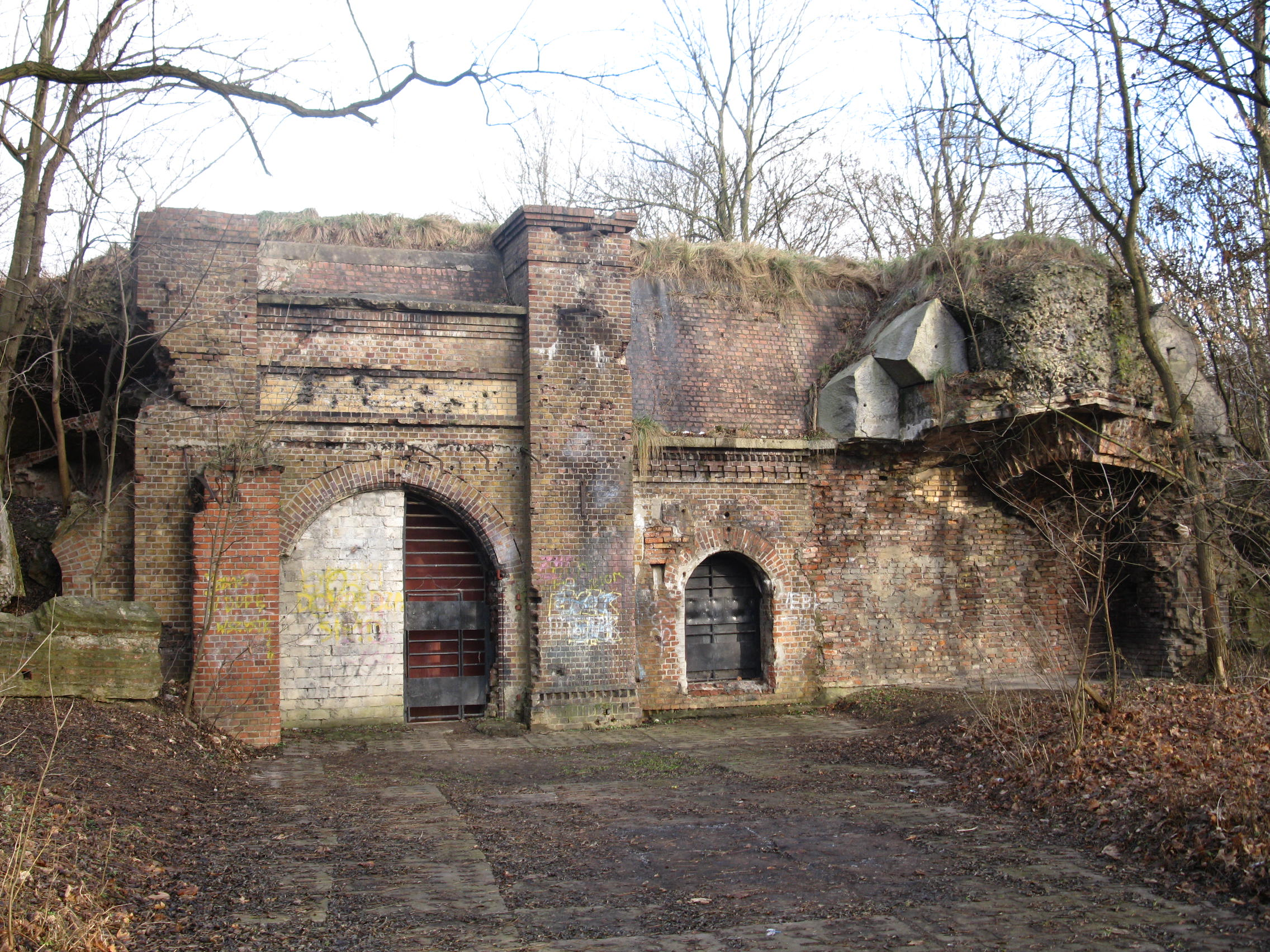
Pháo đài IVa

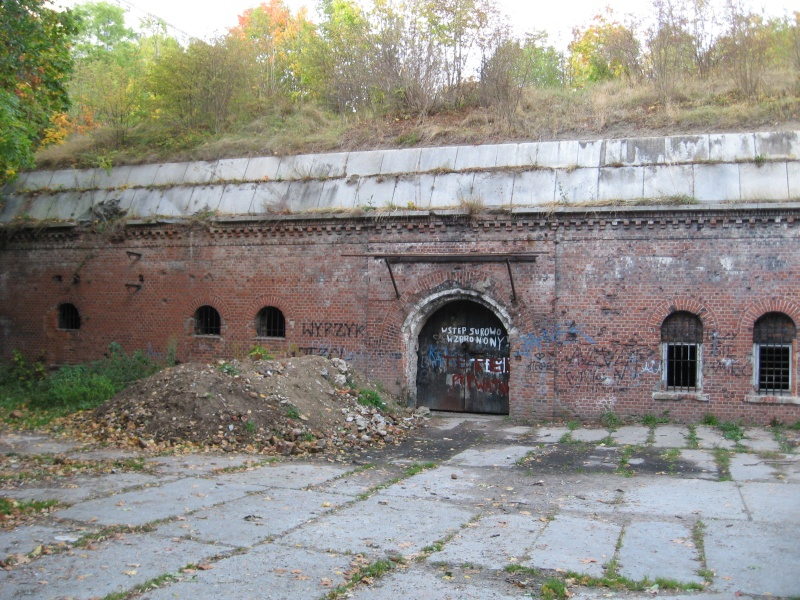
Pháo đài Va

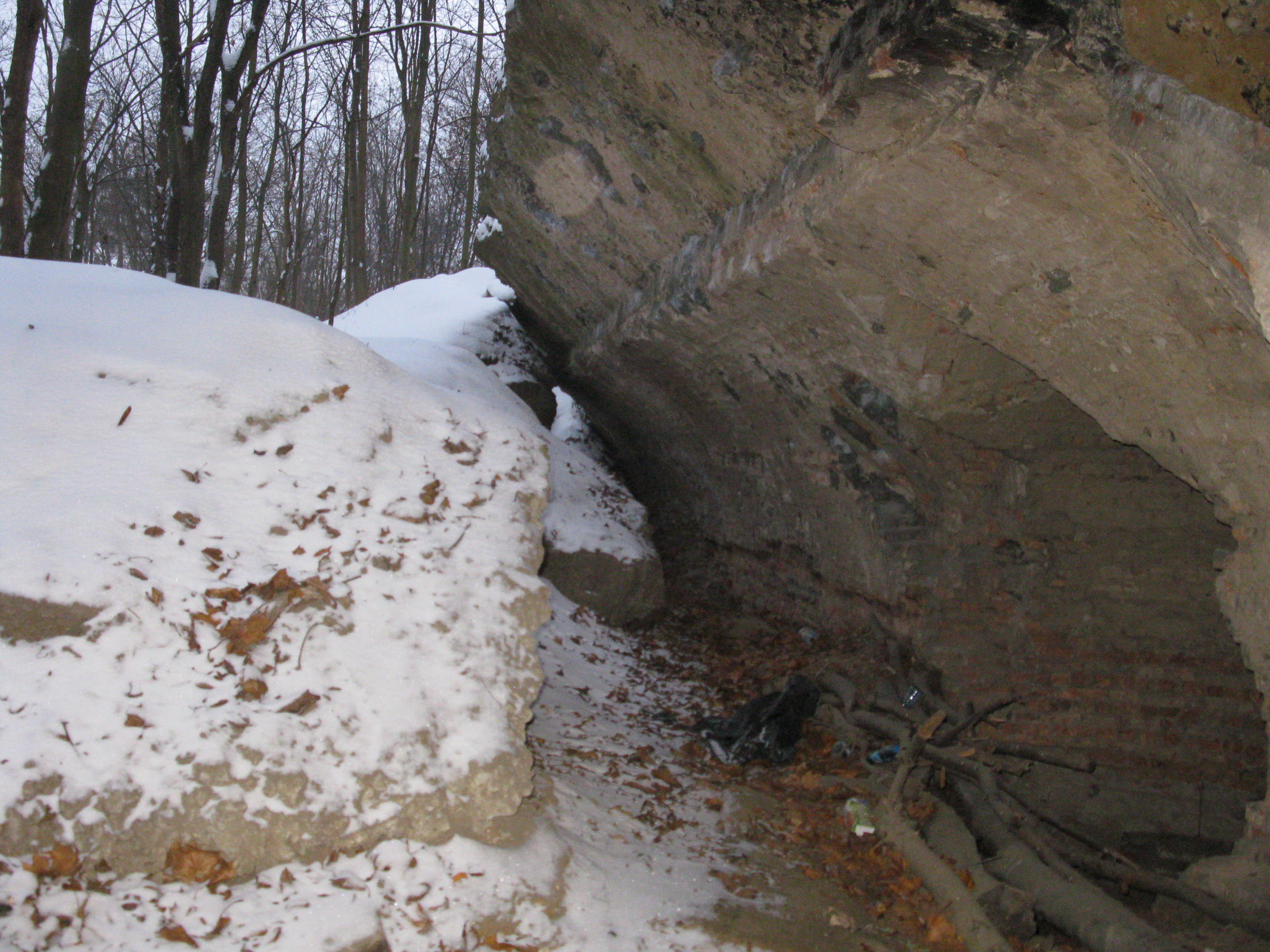
Pháo đài VIa

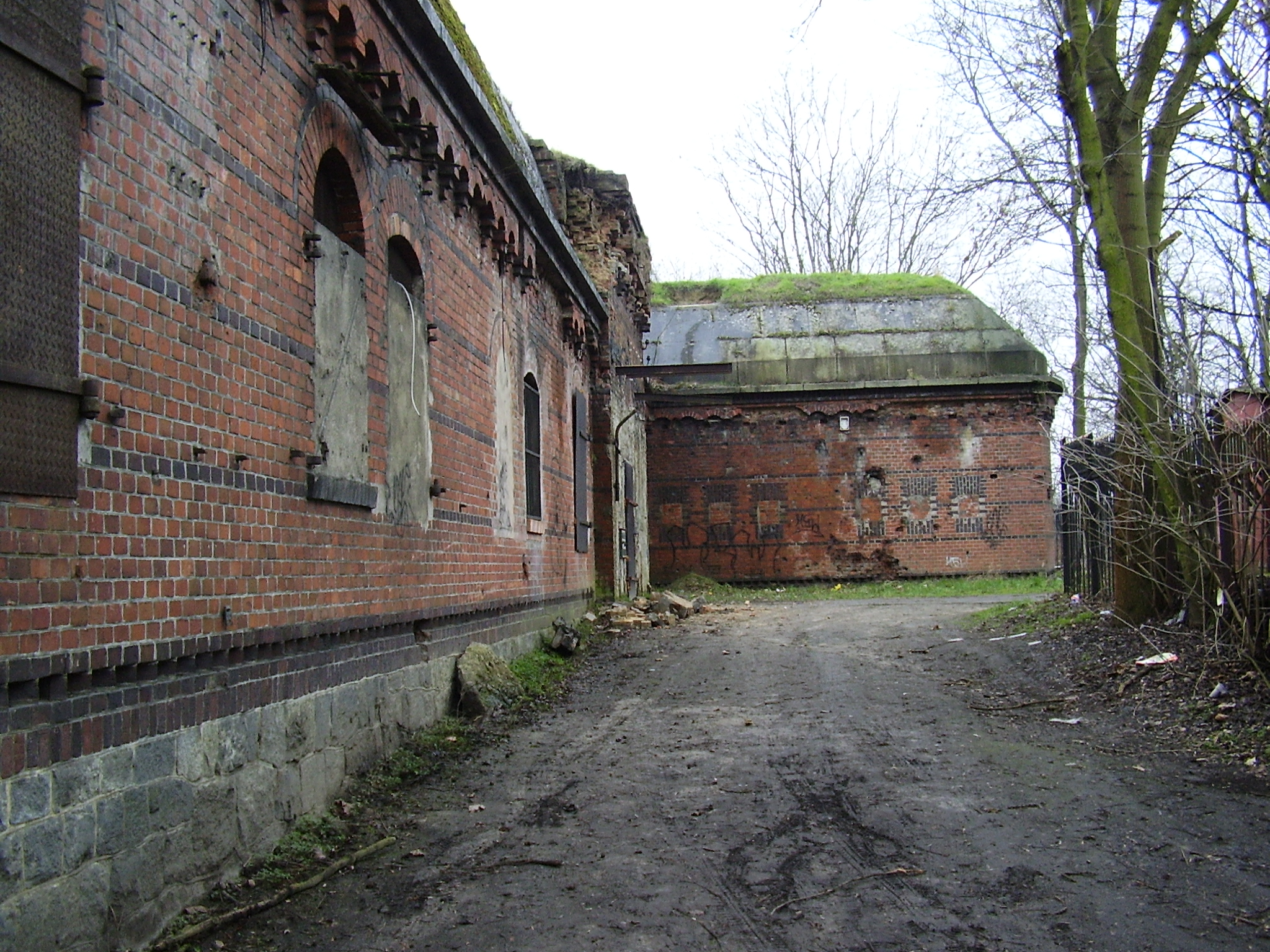
Pháo đài IXa